# 本州無線鰨
本州無線鰨為輻鰭魚綱鰈形目鰨亞目舌鰨科的其中一種，為深海魚類，分布於西北太平洋日本南部海域，棲息深度390-815公尺，體長可達12.2公分，棲息在沙泥底質底層水域，生活習性不明。

## 扩展阅读
維基物種上的相關：本州無線鰨